# Anansi
 (décembre 2010).
Si vous disposez d'ouvrages ou d'articles de référence ou si vous connaissez des sites web de qualité traitant du thème abordé ici, merci de compléter l'article en donnant les références utiles à sa vérifiabilité et en les liant à la section « Notes et références ».
Anansi le farceur est l'un des personnages les plus importants du folklore d'Afrique de l'Ouest et des Caraïbes. Il apparaît aussi sous les noms d'« Anase », de « Kwaku Ananse », ou encore de « Anacy ». Les contes d'Ananse sont parmi les plus connus d'Afrique de l'Ouest. Ils proviennent exclusivement d'une tradition orale, et Ananse est aussi synonyme d'habileté et de sagesse en paroles.  
Anansi est une araignée, mais qui apparaît et agit souvent comme un homme. Le mythe d'Ananse est proche de celui de Coyote ou de Corbeau dans les cultures d'Amérique du Nord. ll interagit avec des animaux tels que le lion, le tigre, la tortue ou encore le canari.  
Les contes qui intègrent Anansi proviennent en fait des Ashanti du Ghana (en langue akan, ananse veut dire « araignée »). Toutes les ethnies qui parlent des langues akans possèdent ce protagoniste dans leurs contes, qu'ils ont ensuite essaimé jusqu'aux Caraïbes. À Curaçao, à Aruba, et à Bonaire, ce personnage s'appelle « Nanzi », et sa femme porte le nom de « Shi Maria».
Les contes guyanais empruntent beaucoup à la France et à  l'Afrique. De ce fait, le personnage d'Anansi y est incontournable. Ce personnage tantôt homme, tantôt bête fait partie intégrante de la tradition orale guyanaise. On le retrouve dans les contes en créole guyanais mais également en Nenge tongo, une langue bushinenguée. Anansi est un personnage malin qui parvient toujours à se sortir de situations critiques ,,.

## Mythologie

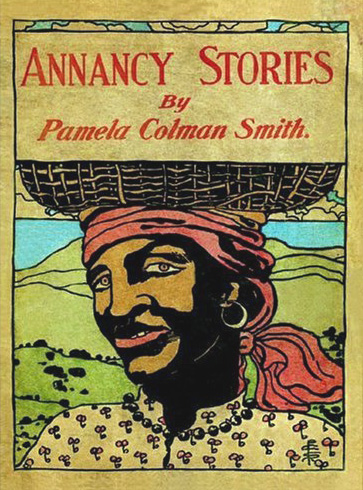
Couverture du livre Annancy Stories de Pamela Colman-Smith

Ananse est un héros culturel qui agit aux côtés de son père Nyame, le Dieu du Ciel. En effet,  Anansi se présente souvent comme un intermédiaire entre son père et le monde. Il apporte la pluie pour faire cesser les incendies et accomplit d'autres tâches pour le compte de ce dernier. Sa mère est Asase Ya. Il est fait plusieurs fois mention des enfants d'Ananse. Dans certains mythes, sa femme s'appelle « Mademoiselle Ananse », ou plus communément « Aso ».   
Selon certaines croyances, Ananse est le créateur du Soleil, des étoiles et de la Lune. Il aurait enseigné les techniques de l'agriculture à l'Humanité. Une autre histoire raconte comment Ananse tente de rassembler toute la sagesse du monde dans une calebasse. Il finit par se rendre compte de la futilité de ses efforts et de son égoïsme à vouloir garder celle-ci pour lui seul, et décide de la relâcher.

## Dans la culture populaire
Anansi est présent : 
- Dans l'épisode Le Moteur à Histoires de Doctor Who
- Dans la série American Gods
- Dans Le Pagne noir, recueil de contes de Bernard Dadié, dont il est le principal protagoniste
- Dans la série d'animation américaine Gargoyles, les anges de la nuit
- Dans la série d'animation américaine Static Choc
- Dans le roman de fantasy American Gods de Neil Gaiman, prix Hugo 2002, et surtout dans sa suite Anansi Boys
- Dans le roman de fantasy Le Roi des rats (en) de China Miéville
- Dans le nom du groupe de rock britannique Skunk Anansie
- Dans Marvel Fairy Tales contre Spider-Man (alors que Spider-Man peut être vu comme étant l'avatar moderne d'Anansi)
- Dans le jeu vidéo Enemy Territory: Quake Wars, où il désigne l'ADAV d'attaque de la FDM
- Dans le MMORPG The Secret World, Anansi technologies est une des 8 filiales du groupe Orochi[5]
- Dans le court-métrage Kwaku Ananse de Akosua Adoma Owusu[6]
- Dans la deuxième version du jeu vidéo Shin Megami Tensei V